# Maria Lettberg
Maria Lettberg, née le 28 octobre 1970 à Riga, est une pianiste suédoise résidant à Berlin.  

## Biographie et production artistique
Maria Lettberg est la fille d’un professeur de littérature russe et d’une mathématicienne. C’est à sept ans que son talent est découvert et encouragé. Elle passe son examen de concert au conservatoire de Saint-Pétersbourg puis va étudier à Stockholm à l'École royale supérieure de musique, à Bloomington à l'Indiana University et à Helsinki à l'Académie Sibelius. Parmi ses professeurs les plus importants figurent Tatjana Zagorovskaja, Andreï Gavrilov, Paul Badura-Skoda, Menahem Pressler, Emanuel Krasovsky, Roland Pöntinen et Matti Raekallio. 
Dans son répertoire de concert, on distingue en particulier des œuvres de Brahms, Schumann, Liszt, Chopin, Scriabine, mais aussi Debussy, Prokofiev, Schnittke et Bach. Mais elle aime également présenter des compositeurs moins connus, en particulier russes et scandinaves. Depuis des années, elle travaille en outre en coopération étroite avec la station de radio Deutschlandradio Kultur.

## Nomination aux Grammy Awards 2018
Maria Lettberg a été nommée pour les Grammy Awards 2018 dans la catégorie "Best Classical Instrumental Solo" pour son enregistrement des concerts pour piano de Zara Levina. 

## Étude de l’œuvre d’Alexandre Nikolaïevitch Scriabine
Maria Lettberg a interprété la musique d‘Alexandre Scriabine. En 2007, elle a enregistré l’intégralité de ses œuvres pour piano seul sur huit CD, la complétant, en 2012 par son Opus posthum, œuvres de jeunesse d’Alexandre Scriabine et de son fils Julian demeurées sans numéro d’opus. Ce dernier CD contient de nombreux premiers enregistrements de Scriabine. 
En s’appuyant sur les idées de Scriabine, Maria Lettberg a conçu deux projets sous le titre de "Mysterium" (avec Kaisa Salmi, Finlande, et Andrea Schmidt, Allemagne), mêlant dans ces deux productions, des éléments musicaux et visuels pour produire une œuvre dédiée à cette correspondance synesthésique. 
En 2008, Maria Lettberg a présenté sa thèse de doctorat à l‘Académie Sibelius sur le sujet : « Aperçu historique des différentes interprétations de la Sonate pour piano no 10 d’Alexandre Scriabine. Une analyse pianistique comparative ».

## Enregistrements
- 2007 : Alexandre Scriabine : l’intégrale des pièces pour piano seul, coffret de 8 CD + DVD « Mysterium – The Multimedia Project » (Deutschlandradio Kultur/Capriccio/Delta)
- 2008 : Alfred Schnittke : Concerts pour piano no 1–3. Ewa Kupiec et Maria Lettberg, Orchestre symphonique de la Radio de Berlin /Frank Strobel. (Deutschlandradio Kultur/Phoenix Edition)
- 2011 : Erkki Melartin : Œuvres pour piano seul, Coffret de 2 CD (Deutschlandradio Kultur/Crystal Classics)
- 2011 : Alfred Schnittke : Concert de musique de chambre pour piano et orchestre (Concerto pour piano no 2), Trio avec piano, violoncelle et violon, Quatuor avec piano, violon, alto et violoncelle ; Orchestre symphonique de la radio de Berlin / Frank Strobel, Petersen Quatuor (Deutschlandradio Kultur/Crystal Classics)
- 2012 : « Opus Posthum » : Alexandre et Julian Scriabine. (Deutschlandradio Kultur/Es-Dur Hamburg)
- 2013 : « Le jardin enchanté » : Transcriptions pour piano des œuvres russes de Mikhaïl Glinka, Nikolaï Rimski-Korsakov et Igor Stravinsky. (Deutschlandradio Kultur/Es-Dur Hamburg)
- 2015 : « Poème de l'extase » : Œuvres d‘Alexandre Scriabine, Olivier Messiaen, Franz Liszt, Manfred Kelkel und Harald Banter. (Deutschlandradio Kultur/ Es-Dur Hamburg)
- 2017 : Zara Levina : Concerts pour piano no 1–2. Maria Lettberg, Orchestre symphonique de la Radio de Berlin / Ariane Matiakh. (Deutschlandradio Kultur/Capriccio)
- 2019 : Zara Levina : Musique de piano & Musique de chambre/ Maria Lettberg, Yury Revich, Gernot Adrion, Ringela Riemke, Katia Tchemberdji. (Deutschlandradio Kultur/Capriccio)

## Publications
- Lettberg, Maria: Alfred Schnittke´s Piano Trio: Learning and Performing in: The Practice of Practising (Orpheus Research Centre in Music Series), Leuven University Press, 2011.
- Lettberg, Maria : Alexander Skrjabin som pianist. Tekniska aspekter och estetiska principer. Finaali, Journal of Musical Performance and Research, Sibelius Akademie, 2004.
- Lettberg, Maria : Tendenser inom interpretationer av Alexander Skrjabins pianosonat nr 10: En jämförande pianistisk analys. (Tendencies within Interpretations of Alexander Scriabin’s Piano Sonata No. 10: A Comparative Pianistic Analysis), Sibelius Akatemia, DokMus-tohtorikoulu, EST numero 20, 2012. http://ethesis.siba.fi/showrecord.php?ID=371162.

## Sources
- The Penguin Guide to the 1000 Finest Classical Recordings: The Must-Have CDs and DVDs, IVAN MARCH (Hrsg.), London 2011 (Hardback): John Sheppard: Artikel „Scriabin, Alexander“, p. 307.
- Maria Lettberg: formidable. Gramophone, BRYCE MORRISON  (5/2008, Editor Choice, p. 92)
- Gruß vom Chamäleon, ganz ohne Starrummel ist die Pianistin Maria Lettberg erfolgreich. „Der Kultur Spiegel“, JOHANNES SALTZWEDEL  (4/2011, p. 36)
- Ein Ausdruckswunder. Die Zeit, MIRKO WEBER  (23/2011)
- Große Taten. Maria Lettberg widmet sich Skrjabins Klavierwerk, Süddeutsche Zeitung, WOLFGANG SCHREIBER (22 décembre 2008)
- Porträt: Anwältin des Besonderen - MARIA LETTBERG. Piano News, HELMUT PETERS  (6/2012 p. 40–42)
- Maria Lettbergs Klavierkonzert abseits des Wohlgefälligen. Hamburger Abendblatt, TOM SCHULZ  (14 septembre 2012)
- Klangmagische Stimmungen, Maria Lettbergs Skrjabin-Abend in der Oetkerhalle. Neue Westfälische  (17 septembre 2008)
- Lettbergs Spiel: wie ein zarter Windhauch, Schwedische Pianistin sorgte bei den „Mittelrhein Musik Momenten“ für eine echte Sternstunde. Rhein-Zeitung, CHRISTIANE HAUSDING  (3 août 2004)
- „Stämningbilder“. Fono Forum, GREGOR WILLMES  (6/2011, p. 79)